# 獨角獸號的秘密
獨角獸號的秘密 （法語： Le Secret de la Licorne），台灣中時譯作紅海盜的寶藏1，是丁丁歷險記的第十一部作品。作者是比利時漫畫家漫畫家艾爾吉。丁丁歷險記自本部作品，轉入中期時代。這也是艾爾吉第一次嘗試將一個故事完全分拆為兩冊來敘述（此作的續集是紅色拉克姆的寶藏）。獨角獸號的秘密是艾爾吉在丁丁在西藏完成之前，艾爾吉本人最喜愛的一部作品。

## 故事簡介
故事講述丁丁在舊貨市場購得一艘模型船，由此掀起了一場模型船爭奪糾紛。有人因而險被槍殺滅口，丁丁的家多次遭盜竊，他更無故被綁架禁錮！意想不到的是，模型船竟是船長的祖先哈達克騎士的遺物，其中隱藏著重大的秘密。究竟舊模型船為何引得人人垂涎？丁丁又如何從歹徒手中逃脫？

## 電影
《丁丁歷險記：獨角獸號的秘密》（2011）